# Palacio Velódromo Luis Puig
Der Palacio Velódromo Luis Puig (valencianisch Palau Velòdrom Lluís Puig) ist eine Mehrzweckhalle im Barrio Benimàmet der spanischen Großstadt Valencia, Valencianische Gemeinschaft. Benannt ist der Bau nach Luis Puig. Er war von 1981 bis zu seinem Tod 1990 Präsident des Radsportweltverbandes UCI.

## Geschichte
Die 1992 eröffnete Halle besitzt eine 250 Meter lange Radrennbahn aus angestrichenem Beton, eine Hallen-Leichtathletikanlage mit 200 Meter Länge, einen Kraftraum, ein Fitnessstudio und ist klimatisiert. In der Nachbarschaft liegt das Messegelände Feria Muestrario Internacional de Valencia (kurz: Feria Valencia). Die Veranstaltungshalle wurde für die Austragung der 82. UCI-Bahn-Weltmeisterschaften im August 1992 gebaut. Neben Radsportveranstaltungen ist das Velodrom auch Schauplatz anderer Sportarten. 1998 war die Halle Austragungsort der 25. Leichtathletik-Halleneuropameisterschaften. Zehn Jahre später folgten die 12. Hallenweltmeisterschaften. Im Dezember 2000 wurde aus der Arena eine Schwimmhalle. Es wurden die 4. Kurzbahneuropameisterschaften ausgetragen.
2027 wird der Palacio Velódromo Luis Puig zum zweiten Mal Austragungsort der Leichtathletik-Halleneuropameisterschaften.
Darüber hinaus wird der Palacio Velódromo Luis Puig auch als Konzertarena genutzt.

## Galerie

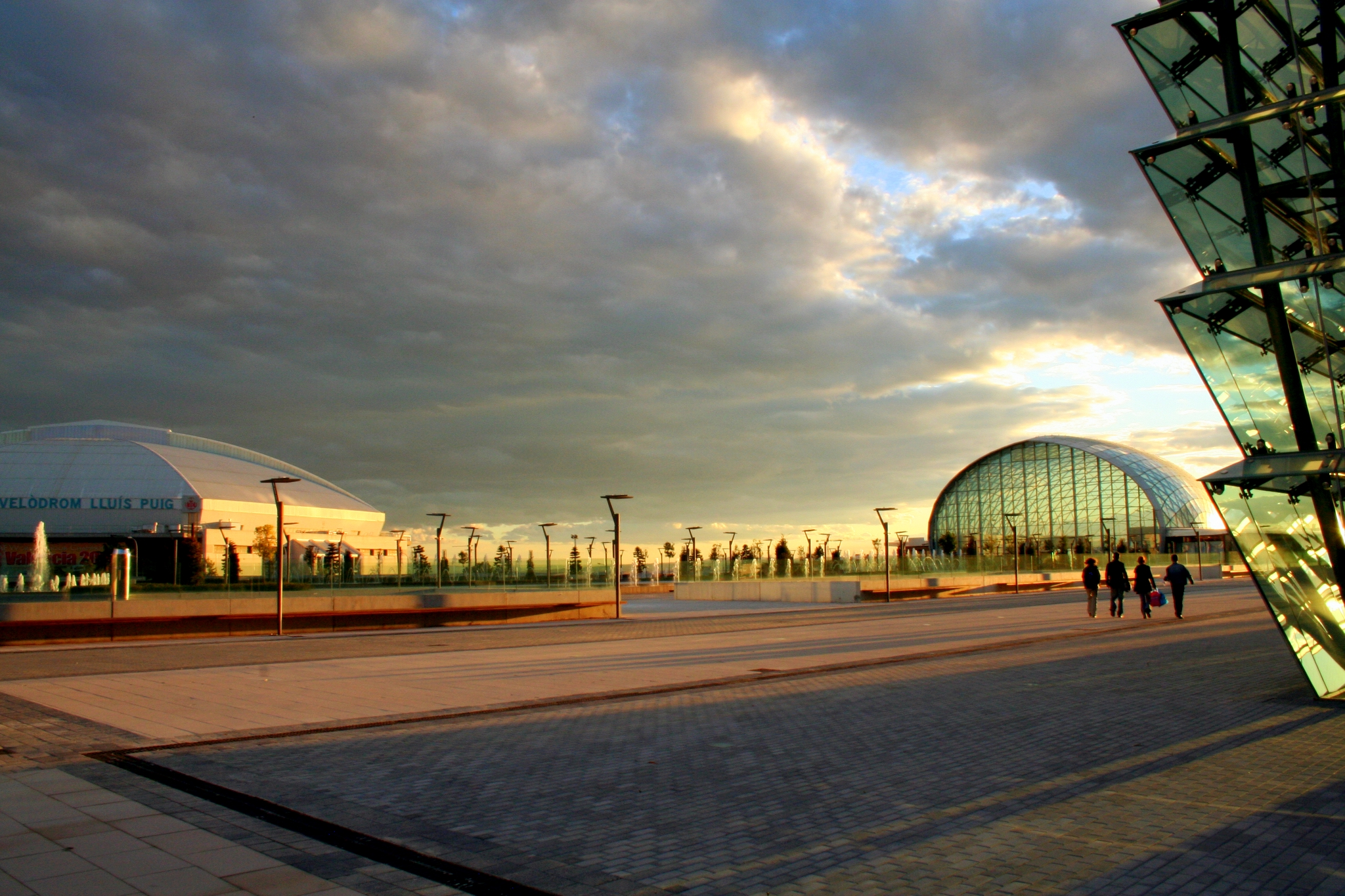
Links der Palacio Velódromo Luis Puig und rechts die Feria Valencia (Februar 2007)
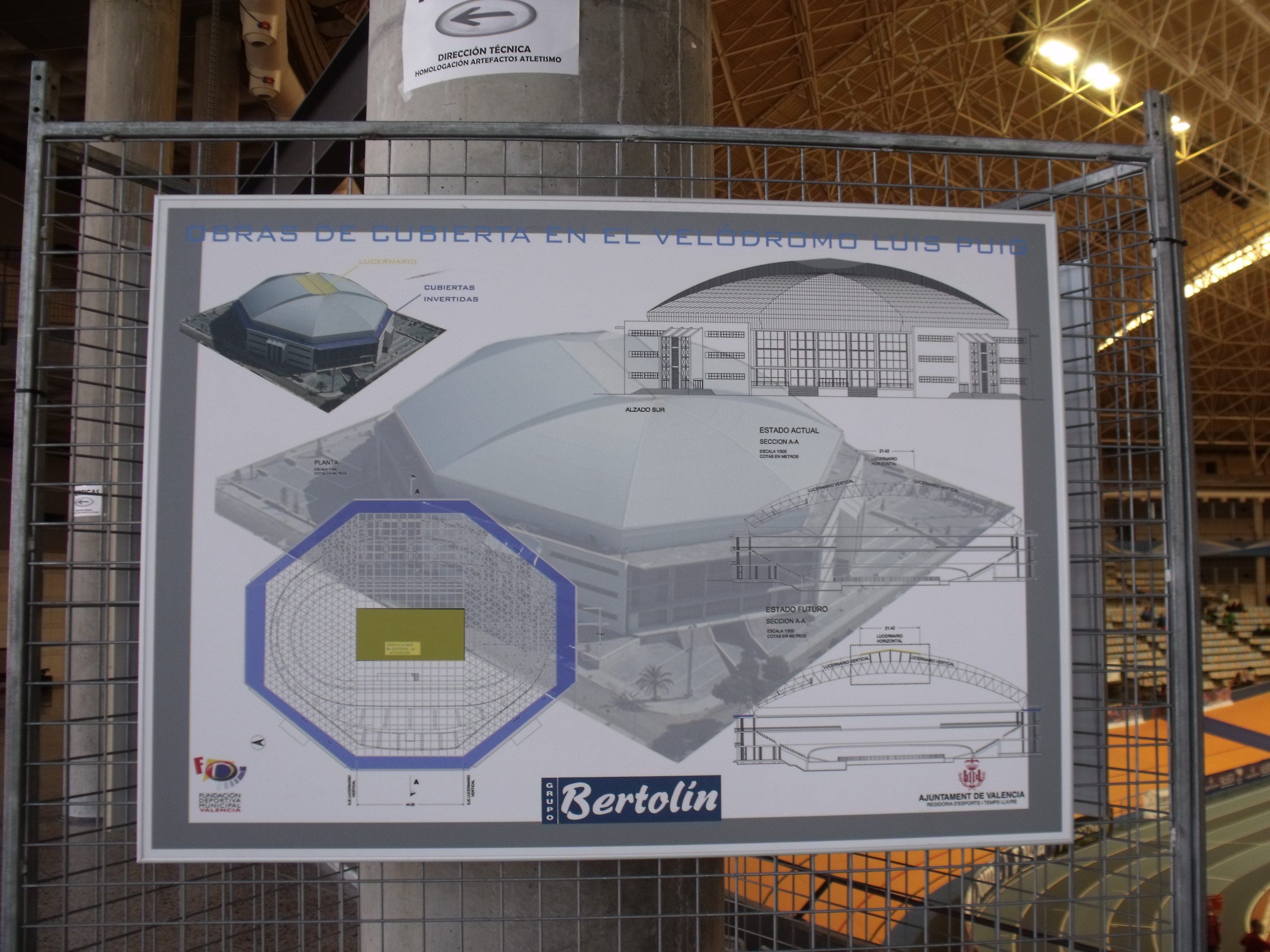
Beschreibung des Gebäudes (März 2014)
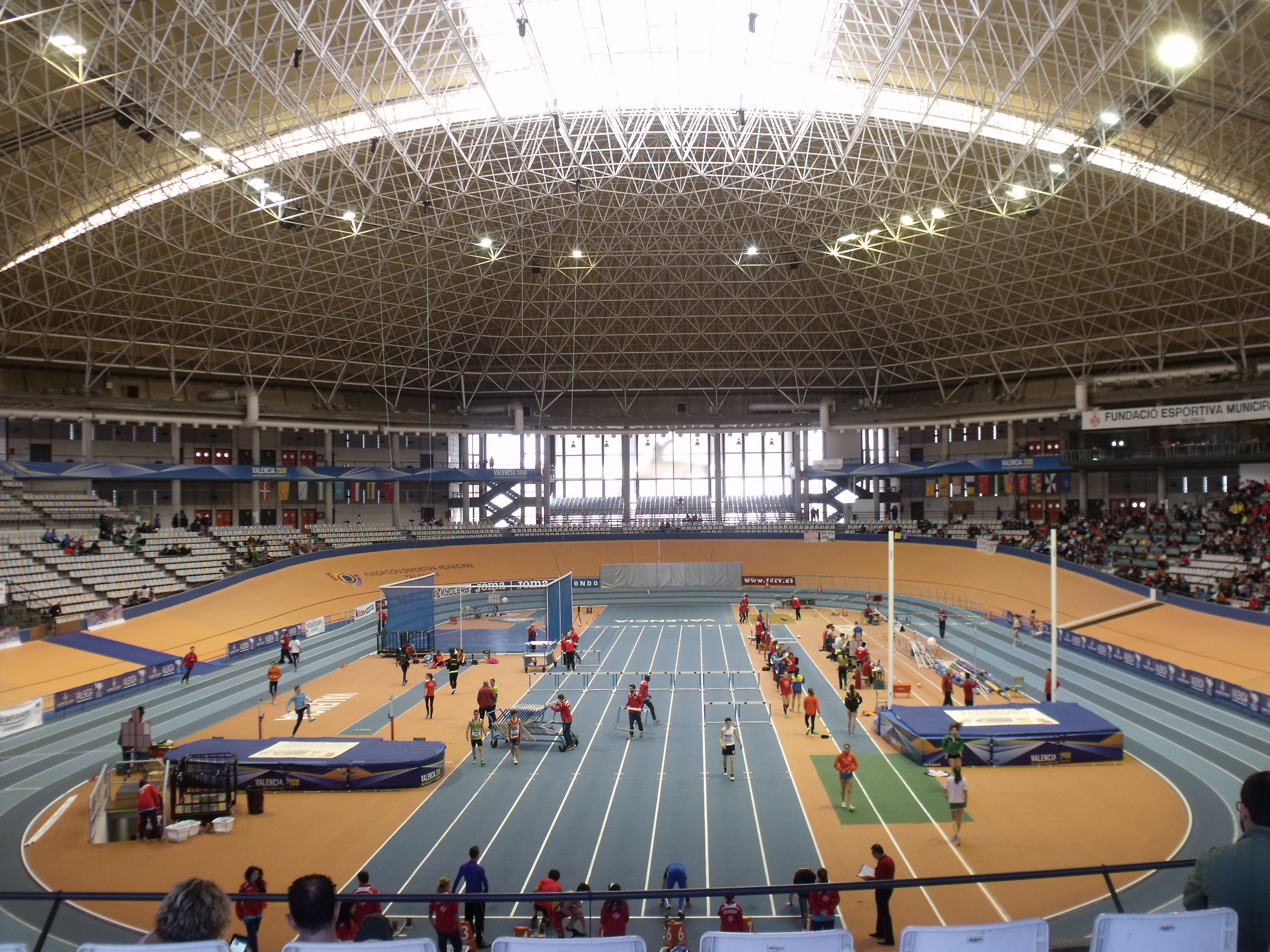
Spanische Junioren-Hallen-Leichtathletikmeisterschaften 2014 im Palacio Velódromo